# Boston Society of Film Critics Awards 2023
La 44ª edizione dei Boston Society of Film Critics Awards si è svolta il 10 dicembre 2023.

## Premi

### Miglior film
- The Holdovers - Lezioni di vita (The Holdovers), regia di Alexander Payne
  - La zona d'interesse (The Zone of Interest), regia di Jonathan Glazer
  - May December, regia di Todd Haynes

### Miglior attore
- Paul Giamatti – The Holdovers - Lezioni di vita (The Holdovers)
  - Cillian Murphy – Oppenheimer
  - Kōji Yakusho – Perfect Days

### Migliore attrice
- Lily Gladstone – Killers of the Flower Moon
  - Emma Stone – Povere creature! (Poor Things)
  - Sandra Hüller – Anatomia di una caduta (Anatomie d'une chute)
  - Natalie Portman – May December

### Miglior attore non protagonista
- Ryan Gosling – Barbie
  - Charles Melton – May December
  - Mark Ruffalo – Povere creature! (Poor Things)
  - Robert Downey Jr. – Oppenheimer

### Migliore attrice non protagonista
- Da'Vine Joy Randolph – The Holdovers - Lezioni di vita (The Holdovers)

### Miglior regista
- Jonathan Glazer – La zona d'interesse (The Zone of Interest)
  - Christopher Nolan – Oppenheimer
  - Todd Haynes – May December

### Migliore sceneggiatura originale
- David Hemingson – The Holdovers - Lezioni di vita (The Holdovers)
  - Samy Burch – May December
  - Nicole Holofcener – A dire il vero (You Hurt My Feelings)

### Migliore sceneggiatura non originale
- Jonathan Glazer – La zona d'interesse (The Zone of Interest)
  - Kelly Fremon Craig – Ci sei Dio? Sono io, Margaret (Are You There, God? It's Me, Margaret)
  - Eric Roth e Martin Scorsese – Killers of the Flower Moon

### Miglior fotografia
- Jonathan Ricquebourg – Il gusto delle cose (La Passion de Dodin Bouffant)
  - Robbie Ryan – Povere creature! (Poor Things)
  - Robert Yeoman – Asteroid City

### Miglior montaggio
- Thelma Schoonmaker – Killers of the Flower Moon

### Miglior colonna sonora
- Robbie Robertson – Killers of the Flower Moon
  - Mica Levi – La zona d'interesse (The Zone of Interest)

### Miglior documentario
- Geographies of Solitude, regia di Jacquelyn Mills

### Miglior film non in lingua inglese
- La zona d'interesse (The Zone of Interest), regia di Jonathan Glazer

### Miglior film d'animazione
- Il ragazzo e l'airone (君たちはどう生きるか), regia di Hayao Miyazaki
  - Tartarughe Ninja - Caos mutante (Teenage Mutant Ninja Turtles: Mutant Mayhem), regia di Jeff Rowe
  - Spider-Man: Across the Spider-Verse, regia di Joaquim Dos Santos, Kemp Powers e Justin K. Thompson
  - Il mio amico robot (Robot Dreams), regia di Pablo Berger
  - La nostra terra (The Peasants), regia di Dorota Kobiela e Hugh Welchman

### Miglior regista esordiente
- Celine Song – Past Lives
  - Cord Jefferson – American Fiction
  - A. V. Rockwell – A Thousand and One

### Miglior cast
- Oppenheimer
  - Asteroid City
  - The Warrior: The Iron Claw (The Iron Claw)
  - Killers of the Flower Moon